# Férfi 400 méteres gátfutás a 2005. évi nyári európai ifjúsági olimpiai fesztiválon
A 2005. évi nyári európai ifjúsági olimpiai fesztiválon az atlétikai versenyszámokat Lignano Sabbiadoróban rendezték. A férfi 400 méteres gátfutás előfutamait július 04-én, a döntőt pedig július 06-án rendezték.

## Előfutamok
| H  | F | Név                | Nemzet           | E       | Mj  |
| -- | - | ------------------ | ---------------- | ------- | --- |
| 1  | 1 | Santiago Albero    | Spanyolország    | 53.30   | QA  |
| 2  | 1 | António Rodrigues  | Portugália       | 53.60   | qA  |
| 3  | 2 | Marius Kranendonk  | Hollandia        | 54.39   | QA  |
| 4  | 2 | Gil Sheleg         | Izrael           | 54.95   | qA  |
| 5  | 2 | Denys Teslenko     | Ukrajna          | 55.33   | qA  |
| 6  | 3 | Mikita Yakauleu    | Fehéroroszország | 55.46   | QA  |
| 7  | 3 | Patrik Anda        | Szlovákia        | 56.24   | qB  |
| 8  | 1 | Brynjar Gunnarsson | Izland           | 56.27   | qB  |
| 9  | 3 | Panayiótis Kounis  | Görögország      | 56.34   | qB  |
| 10 | 1 | Michal Mroz        | Lengyelország    | 56.86   | qB  |
| 11 | 2 | Vasil Dimitrov     | Bulgária         | 57.79   | qB  |
| 12 | 3 | Thiomir Henc       | Horvátország     | 1:04.06 | qB  |
| -  | 2 | Karlis Daube       | Lettország       | -       | DNS |

## Döntő
| A döntő | A döntő            | A döntő          | A döntő | A döntő |
| H       | Név                | Nemzet           | E       | Mj      |
| ------- | ------------------ | ---------------- | ------- | ------- |
| Arany   | Marius Kranendonk  | Hollandia        | 52.41   |         |
| Ezüst   | António Rodrigues  | Portugália       | 52.49   |         |
| Bronz   | Santiago Albero    | Spanyolország    | 53.93   |         |
| 4       | Gil Sheleg         | Izrael           | 54.94   |         |
| 5       | Denys Teslenko     | Ukrajna          | 55.92   |         |
| -       | Mikita Yakauleu    | Fehéroroszország | -       | DQ      |
| B döntő |                    |                  |         |         |
| H       | Név                | Nemzet           | E       | Mj      |
| 1       | Panayiótis Kounis  | Görögország      | 55.52   |         |
| 2       | Brynjar Gunnarsson | Izland           | 55.67   |         |
| 3       | Patrik Anda        | Szlovákia        | 56.04   |         |
| 4       | Vasil Dimitrov     | Bulgária         | 57.00   |         |
| 5       | Thiomir Henc       | Horvátország     | 57.02   |         |
| -       | Michal Mroz        | Lengyelország    | -       | DNS     |